# Chorinaeus nagatomii
Chorinaeus nagatomii är en stekelart som beskrevs av Kusigemati 1987. Chorinaeus nagatomii ingår i släktet Chorinaeus och familjen brokparasitsteklar. Inga underarter finns listade i Catalogue of Life.